# Leptotyphlops filiformis
Leptotyphlops filiformis este o specie de șerpi din genul Leptotyphlops, familia Leptotyphlopidae, descrisă de Boulenger 1899. Conform Catalogue of Life specia Leptotyphlops filiformis nu are subspecii cunoscute.